# ブッキング・ホールディングス
ブッキング・ホールディングス（英: Booking Holdings Inc.、NASDAQ: BKNG）は、旅行関連のオンラインサービス企業を保有する、アメリカ合衆国の株式会社。世界最大の売上高を持つオンライン旅行会社（Online Travel Agency, OTA）であり、特に宿泊予約の分野で世界最大の販売数を有する。コネチカット州・ノーウォークに本社を置く。

## 沿革
ブッキング・ホールディングスの組織としてのルーツは、アメリカのオンライン旅行会社のプライスラインドットコムにあるが、その後、同社がブッキングドットコムやアゴダなど世界規模での企業買収を重ねた結果、事業構造の転換を受け2014年4月にグループとしての商号をプライスライン・グループに変更、さらに2018年2月に現在の社名へと改称した経緯を持つ。

### 創業期
1997年、コネチカット州出身の起業家であるジェイ・スコット・ウォーカー（Jay S. Walker）を中心に、プライスラインドットコム（Priceline.com Inc.）が設立された。1999年3月にNASDAQに上場し、創業期からオンライン旅行業を軸に積極的な事業拡大を行うが（後述）、ウォーカーは2000年に取締役会を降り、2001年から2002年にかけては、インターネット・バブル崩壊の影響を受け、一時事業を縮小した。

### 事業構造の転換と国際展開
2002年11月、ジェフェリー・ボイド（Jeffery Boyd）がCEOに着任、2004年9月、イギリスのオンライン旅行会社であったActivehotels.comを傘下に加えたことを契機に、海外事業への進出を本格化する。特に2005年7月にオランダのOTAであるBookingsを買収し、2006年にBookingsがActivehotels.comを統合しブッキングドットコムとなったのちは、米国外での売上が大きく伸び、2007年には、グループ総体で米国内の売上を逆転するに至った。2000年代当時、エクスペディア・グループなど他の米国OTAの関心は、旅行者がOTAに料金を支払うマーチャント・モデルに集中しており、旅行者がホテル等に直接料金を支払うエージェンシー・モデルにはほとんど関心がなかったが、プライスラインは他OTAが注目していなかったエージェンシー・モデルにも着目し併用、大幅に売上を伸ばすことに成功した。
ブッキングドットコムに加えて、東南アジアのOTAであるアゴダを買収したプライスラインは、ホテル等の宿泊施設のオンライン予約における世界最大の企業グループへと変貌した。一方インターネット・バブル期まで販売の中心であった航空券は、各国の航空会社によるコミッションカットへのシフトを受け、メタサーチのKAYAKへ大半を移行、この結果、予約取扱の多くは宿泊施設とレンタカーに集中することになった。
2013年1月、ジェフェリー・ボイドは会長職に就き、2014年1月から、マイクロソフト日本法人元社長であり、その後ブッキングドットコムのCEOとなったダレン・ヒューストンがCEOを務めた。2014年3月まで、プライスラインドットコムの傘下に各子会社を持つ形態を取っていたが、同年4月、グループとしての商号をプライスライン・グループ（The Priceline Group Inc.）に改称、同傘下にプライスラインドットコムを含む各子会社を置く形態に変更した。
2017年7月、イギリスに本拠を置くメタサーチ大手のMomondo Groupの買収を完了、KAYAKの傘下企業とした。また2018年12月、オーストラリアに本拠を置くメタサーチのホテルズコンバインドの買収を完了、KAYAKの傘下企業とした。2014年以降、中国最大のOTAであるシートリップに出資し提携関係を強化、2017年10月、旅行予約も取り扱う中国有数のeコマース企業Meituan-Dianping (美団点評)に、テンセント・セコイア・キャピタルと共同出資、2018年7月、中国の配車アプリ運営企業のDiDiに出資し戦略的パートナーシップを締結、2018年10月、シンガポールの配車アプリ運営企業のGrabに出資し戦略的パートナーシップを締結した。2017年1月にブッキングドットコム・アゴダ買収の主導者であったグレン・フォーゲルがCEOとなった。

### 現在
2018年2月、ブッキングドットコムが最大の事業となった実情に合わせる形で、社名をブッキング・ホールディングスへと変更した。
2011年に売上高で競合のエクスペディア・グループを抜いて以降、世界1位を維持し、宿泊施設の販売室数（Room Nights）に関しても、2010年以降、同グループを上回り続けている（2019年通年で8億4,500万室、エクスペディア・グループは3億8,900万室）。また時価総額もオンライン旅行会社として世界1位であり、取扱額（Gross Bookings）では2位に留まるものの、EBITDAなど多くの財務指標でエクスペディア・グループを上回り続けており、市場価値を重視した経営が特徴となっている。
傘下に収めたグループ各社の運営は基本的に独立して行う方針が取られ、エージェンシー・モデルのブッキングドットコム、マーチャント・モデルのアゴダなど、各社固有のサービスを継続させている点が運営上の特色となっていたが、2017年にグレン・フォーゲルがCEOとなって以降、ブランド間の垣根を取り除き連携を強化する方針が打ち出されている。
売上構成は、オランダ拠点の子会社が全体の約77％、米国拠点の子会社が約10％、その他（シンガポール・イギリス等）の子会社が約12%となっている（2019年）。エクスペディア・グループが売上の過半数を米国内需要に拠るのとは対照的に、ブッキング・ホールディングスのビジネスの多くは米国外の需要に基づいている（2019年では約90％が米国外）。
日本においては、ブッキングドットコム、アゴダ、オープンテーブルの3社がオフィスを有している。

## 構成企業
主要ブランドは以下の6つであるが、この他にも独自のブランド名を維持するグループ企業を持つ。順序は公式サイト内の表示に従っている。

### ブッキングドットコム

ブッキングドットコムのロゴ

2005年にグループ参加。世界各国の宿泊施設予約を扱う。現在、売上におけるグループの中核企業となっている。

### プライスラインドットコム

Priceline.comのロゴ

2014年3月まで、グループの親企業に位置していたが、同年4月以降は、グループ内の一企業としての位置付けとなった。1998年にウェブサイト「Priceline.com」を開設、オンライン旅行業に参入した。1998年8月、利用者側が航空券の予約の際に値段を決める「逆オークションモデル」をビジネスモデル特許として成立させ、同システムが全米のほとんどの航空会社に採用されたことを契機に知られるようになった。2000年7月、ソフトバンク・イーコマースとの合弁で日本法人を設立する計画が発表されたが、ITバブル崩壊の余波によって提携が打ち切られ、業務を開始する前に合弁会社は解散した。ITバブル崩壊後は、航空券に加え、ホテル、レンタカー、またそれらを組み合わせたパッケージ商品やクルーズなど、対象商品を拡大、また、逆オークションモデル以外に普通のネットサービスを併用することで、不況を克服した。航空券の逆オークションは2016年9月に廃止されたが、ホテルやレンタカーの逆オークションは現在も行われている（日本語未対応）。
2016年6月以降、プライスラインドットコムのCEOはBrett Kellerが務めている。ウィリアム・シャトナーが同社のイメージ俳優として起用されており、2013年からはケイリー・クオコが加わり、ウェブサイトおよびアプリ内にも登場している。本社は、ブッキング・ホールディングス本社と同じ場所に置かれている。
シカゴに本社を置くホテル予約サイトのロケットマイル（Rocketmiles）を、グループ会社として保有している。

### アゴダ

アゴダのロゴ

2007年にグループ参加。アジアを中心とする宿泊施設予約を扱う。

### レンタルカーズドットコム

レンタルカーズドットコムのロゴ

2010年にトラベルジグソー（Travel Jigsaw Ltd.）がグループ参加。レンタルカーズドットコムのブランド名で、世界各国のレンタカー予約を扱う。

### KAYAK（カヤック）

KAYAKのロゴ

2013年にグループ参加。航空券・宿泊施設・レンタカーのメタサーチを運営する。ホテルズコンバインド、MomondoやCheapflightsなどのメタサーチもグループに持つ。

### オープンテーブル

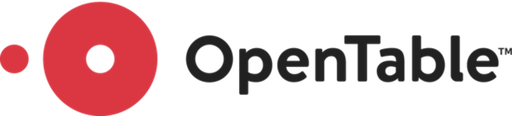
オープンテーブル のロゴ

2014年にグループ参加。アメリカを中心とするレストランの予約を扱う。